# Мікротом

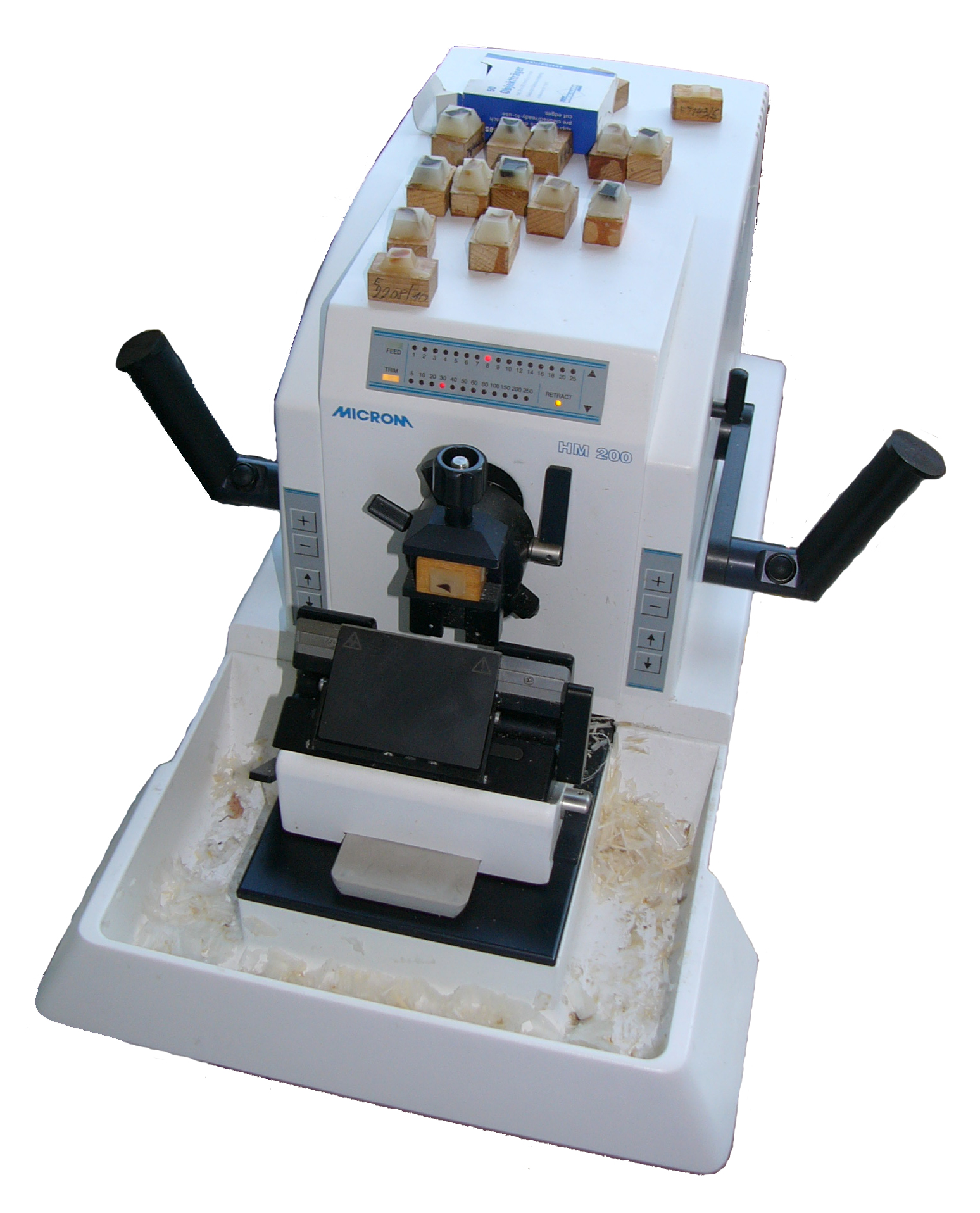
Мікротом

Мікротом (рос. микротом, англ. microtome, нім. Mikrotom) — прилад, за допомогою якого одержують надтонкі зрізи тканини, фіксованої в парафіні, з подальшим її перенесенням на слайд, що дає можливість їх фарбувати для подальших досліджень за допомогою мікроскопу. Дозволяє отримувати зрізи товщиною 1—60 мкм.